# 今治商工会議所

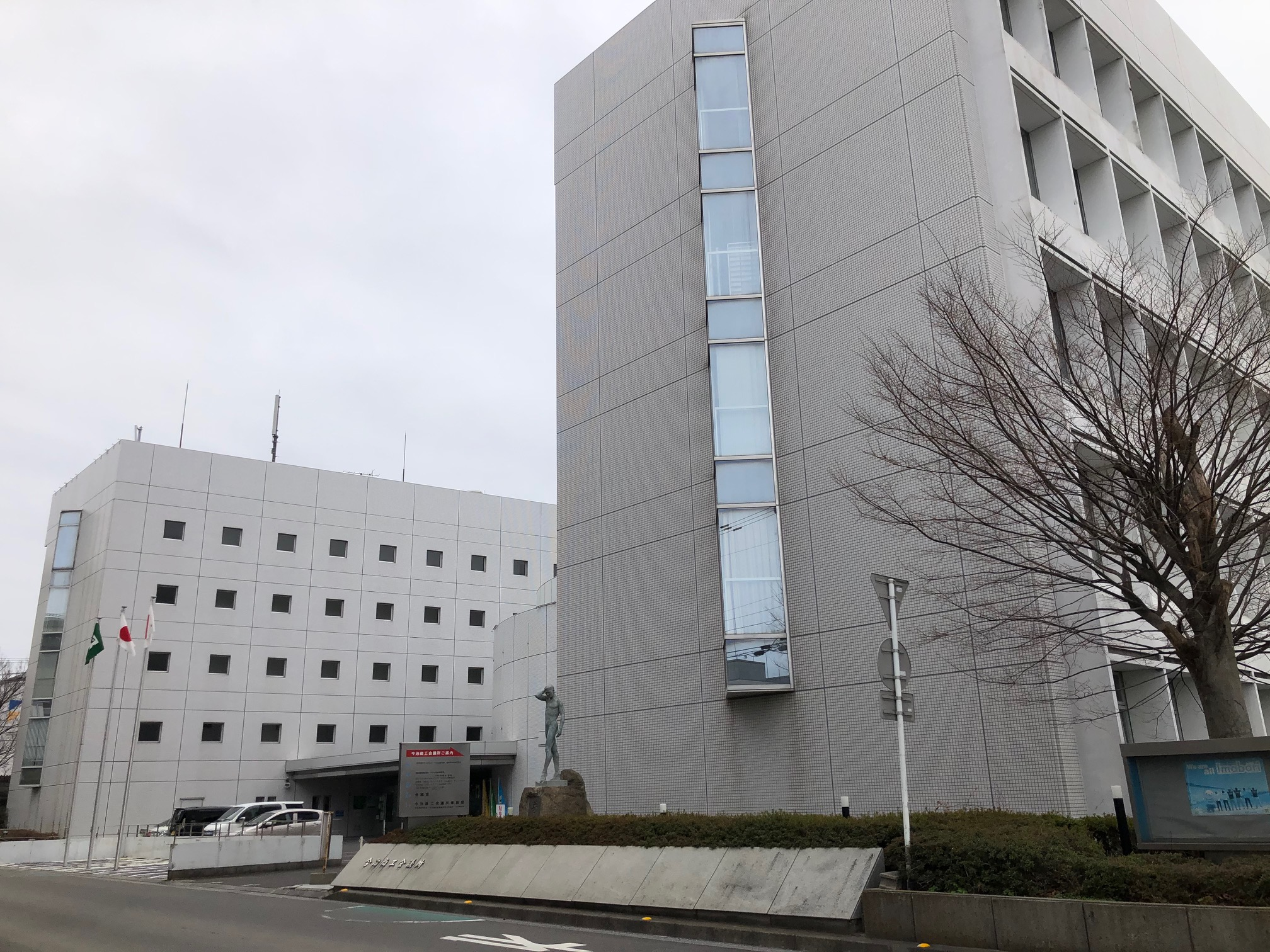
今治商工会議所ビル・今治地域地場産業振興センター

今治商工会議所（いまばりしょうこうかいぎしょ、英: Imabari Chamber of Commerce and Industry）は、主に愛媛県今治市内に事業所をおく企業・団体で運営されている商工会議所。

## 概要
1902年に今治商工会として設立された。愛媛県では松山商工会議所に次ぐ歴史を持っている。3千を超える会員数があり、組織率は50%を超えている。
今治市内には今治商工会議所と共に商工会が存在しており、今治商工会議所は、旧今治市・旧朝倉村・旧玉川町・旧関前村を地区としている。商工会では今治市の旧大西町・旧波方町・旧菊間町を地区とする越智商工会、今治市の旧吉海町・旧宮窪町・旧伯方町・旧上浦町・旧大三島町を地区とするしまなみ商工会が組織されている。

### 所在地
- 愛媛県今治市旭町2丁目3-20
  - 今治地域地場産業振興センターと隣接している。

## 沿革
- 1902年（明治35年）
  - 5月 - 「今治商工会」創立。
  - 11月 - 今治築城・開町300年祭を主催。
- 1910年（明治43年）3月 - 商工会の促進運動で今治電話局舎を新築、松山市との通話開始。
- 1913年（大正2年）4月 - 松山商工会議所と連繋し、四国鉄道速成同盟を組織。四国鉄道株式会社を創立。
- 1918年（大正7年）8月 - 商工会の音戸取りで米価調整会を組織。日米標準価を決め、米騒動を未然に防ぐ。
- 1927年（昭和2年）1月 - 今治商業銀行が休業声明（同年8月営業再開）、商工会主導で民心の安定に努む。
- 1929年（昭和4年）
  - 7月 - 県令61号が発布、商工会の規則改正。
  - 12月 - 商工会存続認可。
- 1935年（昭和10年）11月 - 「今治商工会議所」設立[2]。
- 1941年（昭和16年）4月 - 広小路に今治商工会館を建設。
- 1943年（昭和18年）3月 - 商工経済会法が公布。戦時下、愛媛県商工経済会今治支部として活動。
- 1945年（昭和20年）8月 - 今治空襲で商工会館が焼失。
- 1946年（昭和21年）12月 - 社団法人今治商工会議所設立認可。
- 1950年（昭和25年）6月 - 国民金融公庫からの融資斡旋を開始。
- 1953年（昭和28年）
  - 2月 - 商工会館が類焼。
  - 8月 - 新「商工会議所法」が公布。株式会社今治商工会館を設立。
- 1954年（昭和29年）4月 - 今治商工会館が落成。
- 1955年（昭和30年）10月 - 第1回みなと祭りを挙行。
- 1959年（昭和34年）12月 - 失業保険事務組合が認可。
- 1960年（昭和35年）
  - 3月 - 商工会館別館が落成。
  - 10月 - 小規模事業経営改善普及事業を開始。
- 1964年（昭和39年）
  - 4月 - 今治商業活動調整協議会を設置。
  - 10月 - 中小企業経営専門学院を開講。
- 1965年（昭和40年）7月 - 今治地区中小企業不況対策協議会を設立。
- 1966年（昭和41年）
  - 3月 - 貿易相談所を開設。
  - 4月 - 会員1,000人を突破。
- 1970年（昭和45年）12月 - 今治地域商業振興対策協議会を設置。
- 1971年（昭和46年）9月 - 中小企業相談室に円対策相談室を開設。
- 1972年（昭和47年）10月 - 特定退職金共済制度を実施。
- 1975年（昭和50年）2月 - 大西町が今治商工会議所地区から分離。
- 1976年（昭和51年）11月 - 今治商工会議所生命共済制度がスタート。
- 1979年（昭和54年）4月 - 中小企業倒産防止特別相談室を開設。
- 1981年（昭和56年）3月 - 波方町が今治商工会議所地区から分離。
- 1984年（昭和59年）11月 - 青年部が発足。
- 1985年（昭和60年）2月 - 新今治商工会館、今治地域地場産業振興センターが竣工。
- 1987年（昭和62年）10月 - 今治商工会議所経営者年金制度が発足。
- 1989年（平成元年）
  - 2月 - 消費税相談室を開設。
  - 12月 - 婦人部（現：女性会）発足。
- 1998年（平成10年）8月 - 第1回「今治市民の祭りおんまく」開催。
- 2000年（平成12年）10月 - ホームページ開設。今治中小企業支援センター開設。
- 2001年（平成13年）9月 - 「今治ITフェア2001」開催。
- 2002年（平成14年）2月 - 東予地方の6商工会議所主催で東予地域企業合同面接会を実施。
- 2005年（平成17年）3月 - 今治商工会議所の地区変更で旧関前村を編入。
- 2006年（平成18年） - 四国タオル工業組合（現：今治タオル工業組合）・今治市と連携し、「今治タオルプロジェクト」を開始[3]。
- 2007年（平成19年）9月 - 四国タオル工業組合と共にタオルソムリエ資格試験を開始[4]。
- 2009年（平成21年）8月 - いまばり博士検定を開始[1]。
- 2016年（平成28年） - 今治企業情報サイト「ハタラク」を開設[1]。
- 2020年（令和2年）1月 - やまなみ街道としまなみ海道沿線の4商工会議所（松江・尾道・今治・松山）の連携事業として「やまなみ・しまなみ観光展・個別商談会」を開始[1]。

## 部会
- タオル
- 繊維加工
- 工業
- 建設
- 造船
- 卸売業
- 商業
- 運輸
- 金融専門
- 観光サービス

## 役員

### 主要役員
2025年6月28日現在。
|        | 氏名     | 出身                 | 備考 |
| ------ | -------- | -------------------- | ---- |
| 会頭   | 檜垣幸人 | 今治造船株式会社     |      |
| 副会頭 | 村上明弘 | 四国溶材商事株式会社 |      |
|        | 矢野暢生 | 山善株式会社         |      |
|        | 藤髙豊文 | 株式会社藤高         |      |
|        | 山本敏明 | 西染工株式会社       |      |

### 歴代会頭
今治商工会
| 代数  | 氏名       | 出身                               |
| ----- | ---------- | ---------------------------------- |
| 初代  | 阿部光之助 | 阿部、今治町長                     |
| 第2代 | 八木春樹   | 貴族院多額納税者議員、今治商業銀行 |
| 第3代 | 木原茂     |                                    |

今治商工会議所
| 代数   | 氏名       | 出身                             |
| ------ | ---------- | -------------------------------- |
| 初代   | 木原茂     |                                  |
| 第2代  | 尾越光治郎 |                                  |
| 第3代  | 滝勇       |                                  |
| 第4代  | 真鍋一音   |                                  |
| 第5代  | 宮崎研一   |                                  |
| 第6代  | 山崎胸一   | 四国ガス                         |
| 第7代  | 楠橋秀雄   | 楠橋紋織                         |
| 第8代  | 神村清     | 神村鉄工（現：カミムラ）         |
| 第9代  | 近藤賢司   | 近藤繊維工業（現：コンテックス） |
| 第10代 | 伊藤年幸   | 伊藤鋼材                         |
| 第11代 | 檜垣正司   | 今治造船                         |
| 第12代 | 小田道人司 | 渦潮電機(現：BEMAC)              |
| 第13代 | 檜垣俊幸   | 今治造船                         |
| 第14代 | 村上景一   | 四国溶材                         |
| 第15代 | 川上昭一   | 四国ガス                         |
| 第16代 | 檜垣清隆   | 檜垣造船                         |
| 第17代 | 阿部健     | 四国通建                         |
| 第18代 | 檜垣幸人   | 今治造船                         |